# Jelena Polonowa
Jelena Iljiniczna Polonowa, ros. Елена Ильинична Полёнова (ur. 20 sierpnia 1983 w Orale) – urodzona w Kazachstanie piłkarka ręczna reprezentacji Rosji, grająca na pozycji lewej rozgrywającej. Obecnie występuje w drużynie Zwiezda Zwenigorod. Dwukrotnie zdobyła mistrzostwo świata: w 2005 w Rosji oraz w 2009 w Chinach.
Podczas igrzysk olimpijskich 2008 w Pekinie zdobyła wicemistrzostwo olimpijskie.
Została wyróżniona tytułem Zasłużonego Mistrza Sportu. 2 sierpnia 2009 r. odznaczona Orderem „Za zasługi dla Ojczyzny” II klasy.

## Kariera
- do 2006  Dinamo Wołgograd
- od 2006  Zwiezda Zwenigorod

## Sukcesy

### Klubowe
- Mistrzostwo Rosji:  (2000, 2007)
- Wicemistrzostwo Rosji:  (2002, 2003, 2004, 2005, 2008)
- III miejsce mistrzostw Rosji:  (2006)
- Puchar Rosji:  (2007)
- Puchar EHF:  (2007)
- Liga Mistrzyń:  (2008)

### Reprezentacyjne
- Mistrzostwo świata:  (2005, 2007)
- Igrzyska olimpijskie:  (2008)
- Mistrzostwa Europy:  (2006),  (2008)
- Mistrzostwa Europy juniorek:  (2001)

## Odznaczenia
- Odznaczona tytułem Zasłużonego Mistrza Sportu.
- Order „Za zasługi dla Ojczyzny” II klasy (2 sierpnia 2009) - za zdobycie wicemistrzostwa olimpijskiego w 2008 r. w Pekinie.